# Підгайний Степан
Підгайний Степан (нар. 1916, Велика Березовиця — пом. 30 листопада 1944, Буцнів, Тернопільщина) — кулеметник УПА. Воював у складі сотні «Буйних» куреню «Холодноярці» (ВО-3 «Лисоня», УПА-Захід).

## Життєпис
Степан Підгайний народився 1916 року у селі Велика Березовиця, (Микулинецький район, Тернопільщина). Закінчивши сільську школу, працював на господарстві при батьках, а опісля пішов вчитися на слюсаря.
Довгий час працював на цукроварні «Поділля» як механік-слюсар і одночасно брав активну участь в культурно-освітньому житті села.
З приходом більшовиків 1944 року вступив до сотні «Буйних». У боях з більшовиками проявив надзвичайну мужність та відвагу
Був убитий більшовиками 30 листопада 1944 року в селі Буцнева Микулинецького району.